# Šipovo
Šipovo (in serbo Шипово) è un comune della Repubblica Serba di Bosnia ed Erzegovina con 10.820 abitanti al censimento 2013.
Nel territorio della municipalità di Šipovo si trova la foresta vergine di Janj, riconosciuta nel 2021 come patrimonio dell'umanità in qualità di componente del sito seriale delle antiche faggete primordiali dei Carpazi e di altre regioni d'Europa.